# 505
505 је била проста година.

## Догађаји
- Цар Анастасије I пристаје да плати свој део трошкова одбране Кавкаских врата, од номадских инвазија из источне Азије.
- Цар Анастасије I одлучује да обнови село Дара (Северна Месопотамија). Он гради нову стратешку тврђаву за чување границе.
- Бели Хуни (Хефталити) са Кавказа нападају Персијско царство.
- Колосеум (Ампхитхеатрум Флавиум) у Риму претрпео је штету од земљотреса, као и 422. године.